# Leichtathletik-Weltjahresbestleistungen 2011
In dieser Liste werden die Weltjahresbestleistungen der Männer und Frauen im Bereich Leichtathletik aus dem Jahr 2011 aufgelistet.

## Männer

### Freiluft-Weltjahresbestleistungen der Männer
In Klammern: Wind in Metern pro Sekunde (positive Werte: Rückenwind; negative Werte: Gegenwind)
| Disziplin            | Leistung | Sportler                                                         | Land                   | Datum      | Ort            |
| -------------------- | --- | ---------------------------------------------------------------- | ---------------------- | ---------- | -------------- |
| 100 m                | 9,76 s (1,3) | Usain Bolt                                                       | Jamaika                | 16.09.2011 | Brüssel        |
| 200 m                | 19,26 s (0,7) | Yohan Blake                                                      | Jamaika                | 16.09.2011 | Brüssel        |
| 400 m                | 44,35 s | LaShawn Merritt                                                  | Vereinigte Staaten     | 28.08.2011 | Daegu          |
| 800 m                | 1:41,33 min | David Lekuta Rudisha                                             | Kenia                  | 10.09.2011 | Rieti          |
| 1000 m               | 2:15,31 min | Amine Laalou                                                     | Marokko                | 05.06.2011 | Rabat          |
| 1500 m               | 3:30,46 min | Asbel Kiprop                                                     | Kenia                  | 10.09.2011 | Rieti          |
| 2000 m               | 4:56,25 min | Tesfaye Cheru                                                    | Äthiopien              | 05.07.2011 | Reims          |
| 3000 m               | 7:27,26 min | Yenew Alamirew                                                   | Äthiopien              | 06.05.2011 | Doha           |
| 5000 m               | 12:53,11 min | Mo Farah                                                         | Vereinigtes Königreich | 22.07.2011 | Monaco         |
| 10.000 m             | 26:43,16 min | Kenenisa Bekele                                                  | Äthiopien              | 16.09.2011 | Brüssel        |
| 15.000 m             | 41:26 min | Leonard Patrick Komon                                            | Kenia                  | 18.09.2011 | Zaandam        |
| 20.000 m             | 56:16 min | Deriba Merga                                                     | Äthiopien              | 18.02.2011 | Ras Al Khaimah |
| Halbmarathon         | 58:30 min | Zersenay Tadese                                                  | Eritrea                | 20.03.2011 | Lissabon       |
| 25.000 m             | 1:12:13 h | Mathew Kipkoech Kisorio                                          | Kenia                  | 08.05.2011 | Berlin         |
| 30.000 m             | 1:27:38 h | Peter Cheruiyot Kirui                                            | Kenia                  | 25.09.2011 | Berlin         |
| Marathon             | 2:03:38 h | Patrick Makau Musyoki                                            | Kenia                  | 25.09.2011 | Berlin         |
| 110 m Hürden         | 12,94 s (1,8) | David Oliver                                                     | Vereinigte Staaten     | 04.06.2011 | Eugene         |
| 400 m Hürden         | 47,66 s | L. J. van Zyl                                                    | Südafrika              | 25.02.2011 | Pretoria       |
| 3000 m Hindernis     | 7:53,64 min | Brimin Kiprop Kipruto                                            | Kenia                  | 22.07.2011 | Monaco         |
| Hochsprung           | 2,37 m | Jesse Williams                                                   | Vereinigte Staaten     | 26.06.2011 | Eugene         |
| Stabhochsprung       | 5,91 m | Pawel Wojciechowski                                              | Polen                  | 15.08.2011 | Szczecin       |
| Weitsprung           | 8,54 m (1,7) | Mitchell Watt                                                    | Australien             | 29.07.2011 | Stockholm      |
| Dreisprung           | 17,96 m (0,1) | Christian Taylor                                                 | Vereinigte Staaten     | 04.09.2011 | Daegu          |
| Kugelstoßen          | 22,21 m | Dylan Armstrong                                                  | Kanada                 | 25.06.2011 | Calgary        |
| Diskuswurf           | 69,50 m | Zoltán Kővágó                                                    | Ungarn                 | 30.07.2011 | Budapest       |
| Hammerwurf           | 81,89 m | Krisztián Pars                                                   | Ungarn                 | 23.09.2011 | Szombathely    |
| Speerwurf            | 90,61 m | Andreas Thorkildsen                                              | Norwegen               | 14.08.2011 | Byrkjelo       |
| Zehnkampf            | 8729 Punkte | Ashton Eaton                                                     | Vereinigte Staaten     | 24.06.2011 | Eugene         |
| Zehnkampf            | 10,33 s (100 m), 7,80 m (Weitsprung), 14,14 m (Kugelstoßen), 2,05 m (Hochsprung), 46,35 s (400 m), 13,52 s (110 m Hürden), 41,58 m (Diskus), 5,05 m (Stabhochsprung), 56,19 m (Speer), 4:24,10 min (1500 m) |                                                                  |                        |            |                |
| 20-km-Gehen (Straße) | 1:18:30 h | Wang Zhen                                                        | Volksrepublik China    | 22.04.2011 | Taicang        |
| 50-km-Gehen (Straße) | 3:38:46 h | Sergei Bakulin                                                   | Russland               | 12.06.2011 | Saransk        |
| 4 × 100-m-Staffel    | 37,04 s | - Nesta Carter - Michael Frater - Usain Bolt - Yohan Blake       | Jamaika                | 04.09.2011 | Daegu          |
| 4 × 400-m-Staffel    | 2:58,82 min | - Greg Nixon - Jamaal Torrance - Michael Berry - LaShawn Merritt | Vereinigte Staaten     | 01.09.2011 | Daegu          |

### Hallen-Weltjahresbestleistungen der Männer
| Disziplin      | Leistung | Sportler                | Land               | Datum      | Ort             |
| -------------- | --- | ----------------------- | ------------------ | ---------- | --------------- |
| 50 m           | 5,67 s | Sam Effah               | Kanada             | 03.02.2011 | Saskatoon       |
| 60 m           | 6,48 s | Mike Rodgers            | Vereinigte Staaten | 27.02.2011 | Albuquerque     |
| 200 m          | 20,39 s | Rakieem Salaam          | Vereinigte Staaten | 11.03.2011 | College Station |
| 400 m          | 44,80 s | Kirani James            | Grenada            | 27.02.2011 | Fayetteville    |
| 800 m          | 1:45,02 min | Abubaker Kaki           | Sudan              | 05.0622011 | Stuttgart       |
| 1000 m         | 2:17,55 min | Abubaker Kaki           | Sudan              | 22.02.2011 | Stockholm       |
| 1500 m         | 3:23,33 min | Augustine Kiprono Choge | Kenia              | 19.02.2011 | Birmingham      |
| 3000 m         | 7:27,80 min | Yenew Alamirew          | Äthiopien          | 05.02.2011 | Stuttgart       |
| 5000 m         | 12:53,29 min | Isiah Kiplangat Koech   | Kenia              | 11.02.2011 | Düsseldorf      |
| 60 m Hürden    | 7,37 s | David Oliver            | Vereinigte Staaten | 05.02.2011 | Stuttgart       |
| Hochsprung     | 2,38 m | Iwan Uchow              | Russland           | 29.01.2011 | Hustopeče       |
| Stabhochsprung | 6,03 m | Renaud Lavillenie       | Frankreich         | 05.03.2011 | Paris           |
| Weitsprung     | 8,21 m | Louis Tsatoumas         | Griechenland       | 19.02.2011 | Peania          |
| Dreisprung     | 17,92 m | Teddy Tamgho            | Frankreich         | 06.03.2011 | Paris           |
| Kugelstoßen    | 21,35 m | Ryan Whiting            | Vereinigte Staaten | 27.02.2011 | Albuquerque     |
| Siebenkampf    | 6645 Punkte | Ashton Eaton            | Vereinigte Staaten | 06.02.2011 | Tallinn         |
| Siebenkampf    | 6,66 s (60 m), 7,77 m (Weitsprung), 14,45 m (Kugelstoßen), 2,01 m (Hochsprung), 46,35 s (400 m), 7,60 (60 m Hürden), 5,20 m (Stabhochsprung), 2:34,71 min (1000 m) |                         |                    |            |                 |
| 5000-m-Gehen   | 19:09,56 min | Robert Heffernan        | Irland             | 19.02.2011 | Belfast         |

## Frauen

### Freiluft-Weltjahresbestleistungen
In Klammern: Wind in Metern pro Sekunde (positive Werte: Rückenwind; negative Werte: Gegenwind)
| Disziplin         | Leistung | Athletin                                                                                       | Land                                                                                           | Datum  | Ort            |
| ----------------- | --- | ---------------------------------------------------------------------------------------------- | ---------------------------------------------------------------------------------------------- | ------ | -------------- |
| 100 m             | 10,70 s (2,0) | Carmelita Jeter                                                                                | USA                                                                                            | 04.06. | Eugene         |
| 200 m             | 22,15 s (1,0) | Shalonda Solomon                                                                               | USA                                                                                            | 26.06. | Eugene         |
| 400 m             | 49,35 s | Anastassija Kapatschinskaja                                                                    | RUS                                                                                            | 22.07. | Tscheboksary   |
| 800 m             | 1:55,87 min | Marija Sawinowa                                                                                | RUS                                                                                            | 04.09. | Daegu          |
| 1000 m            | 2:35,3 min | Irina Maratschowa                                                                              | RUS                                                                                            | 04.06. | Florø          |
| 1500 m            | 4:00,06 min | Morgan Uceny                                                                                   | USA                                                                                            | 16.09. | Brüssel        |
| 1 Meile           | 4:29,59 min | Hind Dehiba Chahyd                                                                             | FRA                                                                                            | 07.06  | Montreuil      |
| 2000 m            | 5:47,19 min | Olga Golowkina                                                                                 | RUS                                                                                            | 29.07. | Stockholm      |
| 3000 m            | 8:46,84 min | Viola Jelagat Kibiwot                                                                          | KEN                                                                                            | 05.06. | Rabat          |
| 5000 m            | 14:20,87 min | Vivian Jepkemoi Cheruiyot                                                                      | KEN                                                                                            | 29.07. | Stockholm      |
| 10.000 m          | 30:38,35 min | Sally Kipyego                                                                                  | KEN                                                                                            | 01.05. | Palo Alto      |
| 10 km             | 30:38 min | Joyce Chepkirui                                                                                | KEN                                                                                            | 20.08  | Tilburg        |
| 15 km             | 46:40 min | Mary Jepkosgei Keitany                                                                         | KEN                                                                                            | 18.02. | Ras Al Khaimah |
| 20 km             | 1:02:36 h | Mary Jepkosgei Keitany                                                                         | KEN                                                                                            | 18.02. | Ras Al Khaimah |
| Halbmarathon      | 1:05:50 h | Mary Jepkosgei Keitany                                                                         | KEN                                                                                            | 18.02. | Ras Al Khaimah |
| 25 km             | 1:21:38 h | Mary Jepkosgei Keitany                                                                         | KEN                                                                                            | 06.11. | New York City  |
| 30 km             | 1:38:33 h | Mare Dibaba                                                                                    | ETH                                                                                            | 16.10. | Toronto        |
| Marathon          | 2:19:19 h | Mary Jepkosgei Keitany                                                                         | KEN                                                                                            | 17.04. | London         |
| 100 km            | 7:27:19 h | Marina Bytschkowa                                                                              | RUS                                                                                            | 10.09  | Winschoten     |
| 100 m Hürden      | 12,28 s (1,1) | Sally Pearson                                                                                  | AUS                                                                                            | 03.09. | Daegu          |
| 400 m Hürden      | 52,47 s | Lashinda Demus                                                                                 | USA                                                                                            | 01.09. | Daegu          |
| 3000 m Hindernis  | 9:07,03 min | Julija Saripowa                                                                                | RUS                                                                                            | 30.08. | Daegu          |
| Hochsprung        | 2,07 m | Anna Tschitscherowa                                                                            | RUS                                                                                            | 22.07. | Tscheboksary   |
| Stabhochsprung    | 4,91 m | Jennifer Suhr                                                                                  | USA                                                                                            | 26.07. | Rochester      |
| Weitsprung        | 7,19 m (1,8) | Brittney Reese                                                                                 | USA                                                                                            | 26.06. | Eugene         |
| Dreisprung        | 14,99 m (−0,1) | Yargelis Savigne                                                                               | CUB                                                                                            | 08.07. | Saint-Denis    |
| Kugelstoßen       | 21,24 m | Valerie Adams                                                                                  | NZL                                                                                            | 29.08. | Daegu          |
| Diskuswurf        | 67,98 m | Li Yanfeng                                                                                     | CHN                                                                                            | 05.06. | Schönebeck     |
| Hammerwurf        | 79,42 m | Betty Heidler                                                                                  | GER                                                                                            | 21.05. | Halle          |
| Speerwurf         | 71,99 m | Marija Abakumowa                                                                               | RUS                                                                                            | 02.09. | Daegu          |
| Siebenkampf       | 6880 Punkte | Tatjana Tschernowa                                                                             | RUS                                                                                            | 30.08. | Daegu          |
| Siebenkampf       | 13,32 s (100 m), 1,83 m (Hochsprung), 14,17 m (Kugelstoßen), 23,50 s (200 m), 6,61 m (Weitsprung), 52,95 m (Speerwurf), 2:08,04 min (800 m) |                                                                                                |                                                                                                |        |                |
| 10.000 m Gehen    | 42:59,48 min | Jelena Laschmanowa                                                                             | RUS                                                                                            | 21.07  | Tallinn        |
| 10-km-Gehen       | 42:39 min | Olga Kaniskina                                                                                 | RUS                                                                                            | 17.09  | A Coruña       |
| 20.000 m Gehen    | 1:32:09,4 h | Ingrid Hernández                                                                               | COL                                                                                            | 05.06  | Buenos Aires   |
| 20-km-Gehen       | 1:25:08 h | Wera Sokolowa                                                                                  | RUS                                                                                            | 26.02. | Sotschi        |
| 4 × 100-m-Staffel | 41,56 s | - Vereinigte Staaten - Bianca Knight - Allyson Felix - Marshevet Myers - Carmelita Jeter       | - Vereinigte Staaten - Bianca Knight - Allyson Felix - Marshevet Myers - Carmelita Jeter       | 04.09. | Daegu          |
| 4 × 200-m-Staffel | 1:29,96 min | - Texas A&M University - LaKeidra Stewart - Ashley Collier - Jessica Beard - Dominique Duncan  | - Texas A&M University - LaKeidra Stewart - Ashley Collier - Jessica Beard - Dominique Duncan  |        |                |
| 4 × 400-m-Staffel | 3:18,09 min | - Vereinigte Staaten - Sanya Richards-Ross - Allyson Felix - Jessica Beard - Francena McCorory | - Vereinigte Staaten - Sanya Richards-Ross - Allyson Felix - Jessica Beard - Francena McCorory | 03.09. | Daegu          |

### Hallen-Weltjahresbestleistungen der Frauen
| Disziplin      | Leistung     | Sportler              | Land                | Datum      | Ort             |
| -------------- | ------------ | --------------------- | ------------------- | ---------- | --------------- |
| 50 m           | 6,29 s       | Brittney Reese        | Vereinigte Staaten  | 03.02.2011 | Saskatoon       |
| 60 m           | 7,09 s       | LaKya Brookins        | Vereinigte Staaten  | 12.03.2011 | College Station |
| 200 m          | 22,78 s      | Kimberlyn Duncan      | Vereinigte Staaten  | 27.02.2011 | Fayetteville    |
| 400 m          | 50,79 s      | Jessica Beard         | Vereinigte Staaten  | 12.03.2011 | College Station |
| 800 m          | 1:58,14 min  | Julija Russanowa      | Russland            | 17.02.2011 | Moskau          |
| 1000 m         | 2:35,21 min  | Jelena Arschakowa     | Russland            | 06.02.2011 | Moskau          |
| 1500 m         | 4:01,47 min  | Abeba Arigawe         | Äthiopien           | 22.02.2011 | Stockholm       |
| 3000 m         | 8:30,26 min  | Sentayehu Ejigu       | Äthiopien           | 19.02.2011 | Birmingham      |
| 5000 m         | 15:25,15 min | Megan Wright          | Kanada              | 11.02.2011 | Boston          |
| 60 m Hürden    | 7,79 s       | Kellie Wells          | Vereinigte Staaten  | 27.02.2011 | Albuquerque     |
| Hochsprung     | 2,04 m       | Antonietta Di Martino | Italien             | 09.02.2011 | Banská Bystrica |
| Stabhochsprung | 4,86 m       | Jennifer Suhr         | Vereinigte Staaten  | 27.02.2011 | Albuquerque     |
| Weitsprung     | 6,99 m       | Janay DeLoach         | Vereinigte Staaten  | 27.02.2011 | Albuquerque     |
| Dreisprung     | 14,60 m      | Simona La Mantia      | Italien             | 05.03.2011 | Paris           |
| Kugelstoßen    | 19,93 m      | Gong Lijiao           | Volksrepublik China | 19.03.2011 | Chengdu         |
| 3000-m-Gehen   | 12:18,12 min | Sabine Krantz         | Deutschland         | 26.02.2011 | Leipzig         |